# Karel Johan Reinier van Harderwijk
Karel Johan Reinier van Harderwijk (Rotterdam, 27 oktober 1822 - Leiden, 13 november 1860) was een Nederlands farmaceut, historisch onderzoeker en schrijver. Hij was redacteur van het Biographisch Woordenboek der Nederlanden van 1856 tot 1860.

## Leven en werk
Harderwijk werd opgeleid in de "artsenijmengkunde" (farmacie) en studeerde 7 Juni 1843 af als apotheker. Hij werkte van 1843 tot 1851 in de stads-apotheek van Rotterdam. In Januari 1851 werd hij boekhouder en handelsreiziger bij de firma P. Groeneveld en Zoon, handelaren in medicinale kruiden enz. gevestigd in Noordwijk-Binnen. Hij ging daar ook wonen.
In juni 1851 trouwde Harderwijk met Petronella Waltera Schomaker. Van hun drie kinderen overleden er twee zeer jong. Zijn vrouw overleed op 16 oktober 1860 en Harderwijk overleed minder dan twee maanden later.  
Van Harderwijk was de zoon van Jan van Harderwijk Rzn. en Carolina Jacoba Schoor. Zijn vader, een in Friesland geboren en in Rotterdam opgegroeide "beschaafd maar niet geleerd opgeleide" man, was een verdienstelijk musicus, schilder en dichter die nooit professioneel werd maar de koffie- en theehandel van de familie overnam. Van Harderwijk volgde in zijn vaders voetsporen door zijn letterkundige activiteiten naast zijn reguliere baan te doen, maar legde zich toe op historische en met name biografische studies.
Toen van der Aa in 1852 het blad De Navorscher oprichtte werkte van Harderwijk vanaf het eerste nummer mee onder het pseudoniem: Legendo et Scribendo.
In 1856 werd hij de opvolger van Van der Aa als hoofdredacteur van het Biographisch Woordenboek der Nederlanden. Hij werkte deel III (C) af en bewerkte de delen IV (D), V (E), VI (F),  en IX (I).

## Werken en lidmaatschappen
Hij schreef o.a. : 
- Naamlijst en Levensbijzonderheden der Hervormde en Waalsche predikanten te Rotterdam. (Bazendijk, Rotterdam, 1850).
- Bijlage kruiden

Daarnaast maakte hij registers op: 
- J. Bosscha: Neerlands heldendaden te land. (Gepubliceerd in deel 3.2, Suringar, Leeuwarden 1856).
- De Algemene Kunst en Letterbode 1801 - 1850[6].
- Mr. C.J. de Jonge : Geschiedenis van het Nederlandsch Zeewezen. 1833, 6 delen, 3 banden. (K.J.R. van Harderwijk, Register van personen, voorkomende in: J.C. de Jonge, Geschiedenis van het Nederlandsche Zeewezen in handschrift. [7]).

### Lidmaatschappen
- Maatschappij der Nederlandsche Letterkunde, vanaf 1848.
- Friesch Genootschap van Geschied-, Oudheid- en Taalkunde, vanaf 1851.